# Rzezawa
Rzezawa è un comune rurale polacco del distretto di Bochnia, nel voivodato della Piccola Polonia.
Ricopre una superficie di 85,48 km² e nel 2004 contava 10 427 abitanti.